# Лоръл Кларк
Лоръл Блеър Салтън Кларк (на английски: Laurel Blair Salton Clark) (10 март 1961 – 1 февруари 2003 г.) е астронавт от НАСА, загинала на борда на космическата совалка Колумбия, мисия STS-107.

## Образование
Лоръл Кларк завършва колеж в Расийн, Уисконсин през 1979 г. През 1983 г. получава бакалавърска степен по зоология от университета в Медисън, Уисконсин. През 1987 г. защитава докторат по хуманитарна медицина в същото висше учебно заведение.

## Военна кариера
От 1987 до 1988 г., Л. Кларк специализира в Националния Военноморски Медицински Център (на английски: National Naval Medical Center). След това завършва курс за подводен медицински офицер в Кънектикът и тренировъчния център на USN във Флорида. След това е зачислена в медицинската служба на 14 подводна ескадра, базирана в Холи Лох, Великобритания. По-късно специализира военна хирургия в Аерокосмическия медицински институт на USN в Пенсакола, Флорида. Преди назначението си в НАСА, Кларк служи в 211 атакуваща ескадрила (VMA 211) на USMC, базирана в Юма, Аризона. Освен по хирургия има специалност и по радиология.

## Служба в НАСА
На 1 май 1996 г., Лоръл Кларк е избрана за астронавт от НАСА, Астронавтска група №16. След приключване на общия курс по обучение, от юли 1997 до август 2000 г. работи в Астронавтския офис, направление „Полезни товари“. От есента на 2000 г. получава назначение като специалист на мисия STS-107.

### Космически полети
Участник е във фаталния полет на совалката Колумбия, мисия STS-107 от 16 януари до 1 февруари 2003 г. Полетът преминава отлично, но при приземяването Колумбия се разпада и Кларк загива на 41 г. възраст заедно с останалите шестима астронавти от екипажа на космическия кораб.
| Космически полет на Лоръл Кларк                                  | Космически полет на Лоръл Кларк | Космически полет на Лоръл Кларк | Космически полет на Лоръл Кларк | Космически полет на Лоръл Кларк | Космически полет на Лоръл Кларк        | Космически полет на Лоръл Кларк |
| №                                                                | Дата                            | КК                              | Емблема на мисията              | Функции                         | Продължителност                        |                                 |
| ---------------------------------------------------------------- | ------------------------------- | ------------------------------- | ------------------------------- | ------------------------------- | -------------------------------------- | ------------------------------- |
| 1                                                                | 16 януари 2003                  | „Колумбия“, мисия STS-107       |                                 | Специалист на мисията           | 15 денонощия 22 часа 20 минути 32 сек. |                                 |
| Сумарно време в космоса – 15 денонощия 22 часа 20 минути 32 сек. |                                 |                                 |                                 |                                 |                                        |                                 |

## Награди
- На 3 февруари 2004 г., Лоръл Кларк е наградена (посмъртно) от Конгреса на САЩ с Космически медал на честта – най-високото гражданско отличие за изключителни заслуги в областта на аерокосмическите изследвания.
- Медал на НАСА за участие в космически полет.
- Медал на НАСА за отлична служба.
- Медал за отлична служба в националната отбрана.